# Кулиев, Джамиль Эльшад оглы
Джамиль Эльшад оглы Кулиев (азерб. Cəmil Elşad oğlu Quliyev) — азербайджанский кинорежиссёр, заслуженный деятель искусств Азербайджана (2005), директор Госфильмофонда Азербайджана, генеральный директор Азербайджанского канала «Культура» (2011—2013), руководитель Общественного телевидения Азербайджана (2013-2018).

## Биография
Джамиль Кулиев родился 3 июля 1963 года в Баку. Окончил режиссёрский факультет ВГИКа. С 1984 года работал на киностудии «Азербайджанфильм» как режиссёр-постановщик. Снял несколько художественных фильмов, документальных фильмов. Автор сатирического журнала «Мозалан». Фильмы режиссёра принимали участие в ряде зарубежных фестивалей. 
Доцент Азербайджанского государственного университета культуры и искусств, профессор. В 2012 году был избран исполнительным секретарём Союза кинематографистов Азербайджанской Республики.

## Фильмография

### Режиссёрские работы
- 1982 — Марш
- 1983 — Рыбный день
- 1985 — Дождь в праздник
- 1988 — Очень скучная история
- 1991 — Последняя любовь

### Актёрские работы
- 1975 — Яблоко как яблоко — Керимов (дублировал Т. Решетников)
- 1988 — Мурад-сад
- 1991 — Последняя любовь
- 1999 — Как прекрасен этот мир

## Награды и звания
- Орден «За службу Отечеству» III степени (1 августа 2018 года) — за заслуги в развитии азербайджанской кинематографии[3].
- Заслуженный деятель искусств Азербайджана (1 августа 2005 года) — за заслуги в развитии азербайджанского кинематографа[4].
- Нагрудный знак «Почётный работник культуры» (2013 год, Министерство культуры и туризма Азербайджана)[5].